# Gaspar Becerra
Gaspar Becerra, född omkring 1520, död 1570, var en spansk konstnär.
Gaspar Becerra utbildade sig i Italien och bidrog i hög grad till att införa den italienska renässansen i Spanien. För det anatomiska studiet blev två av hans i gips mångfaldigade statyer viktiga, liksom hans många teckningar. Becerra framställde som målare främst stora dekorationsarbeten och altartavlor, men var även verksam som arkitekt. Han blev dock mest framgångsrik som träskulptör.